# Broken arrow (Neil Young)
Broken arrow is het tweeëntwintigste studioalbum van Neil Young. Het werd door Reprise Records op 2 juli 1996 uitgebracht. In de begeleiding speelt Crazy Horse voor de achtste keer mee. De eerste drie nummers zijn lange en goed gestructureerde jamsessies. Baby what you want me to do is een cover van blueslegende Jimmy Reed. Dat nummer is gecoverd door veel artiesten, waaronder Elvis Presley, Little Richard, Wishbone Ash en Brainbox.
Alle nummers zijn opgenomen in Plywood Digital, Woodside Califonië, behalve Baby what you want me to do dat is opgenomen in Old Princeton Landing, Princeton-by-the-sea.  Dit album bereikte # 17 in Groot-Brittannië en #31 in de Amerikaanse Billboard 200. Het album bereikte #24 in de Nederlandse Album Top 100 of een van diens voorgangers.

## Nummers
Alle muziek en teksten zijn geschreven door Neil Young, behalve het door Jimmy Reed geschreven "Baby What You Want Me To Do". 
| Nr. | Titel                                                      | Duur |
| --- | ---------------------------------------------------------- | ---- |
| 1.  | Big time                                                   | 7:24 |
| 2.  | Loose change                                               | 9:49 |
| 3.  | Slip away                                                  | 8:36 |
| 4.  | Changing highways                                          | 2:28 |
| 5.  | Scattered (Let's think about livin')                       | 4:13 |
| 6.  | This town                                                  | 2:59 |
| 7.  | Music acarde                                               | 3:59 |
| 8.  | Baby what you want me to do                                | 8:08 |
| 9.  | Interstate (alleen op de lp-versie en op de cd "Big time") | 6:24 |

## Muzikanten
- Neil Young - gitaar (elektrisch en akoestisch), piano en mondharmonica
- Frank "Poncho" Sampedro - zang, elektrische gitaar
- Billy Talbot - zang, basgitaar, tamboerijn
- Ralph Molina - zang, drums, percussie